# 559 Нанон
559 Нанон (559 Nanon) — астероїд головного поясу, відкритий 8 березня 1905 року Максом Вольфом у Гейдельберзі.